# Orlandostadion
Het Orlandostadion is een multifunctioneel stadion in Soweto, een Township (Zuid-Afrika) van Johannesburg in Zuid-Afrika.
Het stadion werd geopend in 1959 door Minister MC de Wet Nell en Ian Maltz. Op dat moment konden er in het stadion ruim 20.000 toeschouwers. Het stadion werd gebouwd als voetbalstadion, maar er ook gebruikt voor concerten/ Zo waren er concerten van Molombo, R Kelly, Usher en The O'Jays. Daarnaast is er ook weleens een bokswedstrijd gespeeld. Tussen 2006 en 2008 werd het gerenoveerd en daarna opnieuw geopend op 22 november 2008. Het toeschouwersaantal is toen verhoogd naar 40.000
Het stadion wordt nu vooral gebruikt voor voetbalwedstrijden, de voetbalclub Orlando Pirates FC maakt gebruik van dit stadion. 